# Gondenans-les-Moulins
Pour l’article homonyme, voir Gondenans-Montby.
Gondenans-les-Moulins est une commune française située dans le département du Doubs, la région culturelle et historique de Franche-Comté et la région administrative Bourgogne-Franche-Comté.

## Géographie

### Climat
Pour des articles plus généraux, voir Climat de la Bourgogne-Franche-Comté et Climat du Doubs.
En 2010, le climat de la commune est de type climat de montagne, selon une étude du Centre national de la recherche scientifique s'appuyant sur une série de données couvrant la période 1971-2000. En 2020, Météo-France publie une typologie des climats de la France métropolitaine dans laquelle la commune est exposée à un climat semi-continental et est dans une zone de transition entre les régions climatiques « Lorraine, plateau de Langres, Morvan » et « Jura ». 
Pour la période 1971-2000, la température annuelle moyenne est de 10,1 °C, avec une amplitude thermique annuelle de 17,2 °C. Le cumul annuel moyen de précipitations est de 1 227 mm, avec 13,7 jours de précipitations en janvier et 10,6 jours en juillet. Pour la période 1991-2020, la température moyenne annuelle observée sur la station météorologique de Météo-France la plus proche, « Villersexel Sa », sur la commune de Villersexel à 10 km à vol d'oiseau, est de 10,8 °C et le cumul annuel moyen de précipitations est de 1 037,9 mm. 
La température maximale relevée sur cette station est de 38,4 °C, atteinte le 8 août 2003 ; la température minimale est de −19,4 °C, atteinte le 20 décembre 2009,,. 
Les paramètres climatiques de la commune ont été estimés pour le milieu du siècle (2041-2070) selon différents scénarios d'émission de gaz à effet de serre à partir des nouvelles projections climatiques de référence DRIAS-2020. Ils sont consultables sur un site dédié publié par Météo-France en novembre 2022.

## Urbanisme

### Typologie
Au 1er janvier 2024, Gondenans-les-Moulins est catégorisée commune rurale à habitat dispersé, selon la nouvelle grille communale de densité à 7 niveaux définie par l'Insee en 2022.
Elle est située hors unité urbaine et hors attraction des villes,.

### Occupation des sols
L'occupation des sols de la commune, telle qu'elle ressort de la base de données européenne d’occupation biophysique des sols Corine Land Cover (CLC), est marquée par l'importance des territoires agricoles (54,2 % en 2018), une proportion identique à celle de 1990 (54,2 %). La répartition détaillée en 2018 est la suivante : 
forêts (45,8 %), zones agricoles hétérogènes (36,9 %), prairies (17,3 %). L'évolution de l’occupation des sols de la commune et de ses infrastructures peut être observée sur les différentes représentations cartographiques du territoire : la carte de Cassini (XVIIIe siècle), la carte d'état-major (1820-1866) et les cartes ou photos aériennes de l'IGN pour la période actuelle (1950 à aujourd'hui).

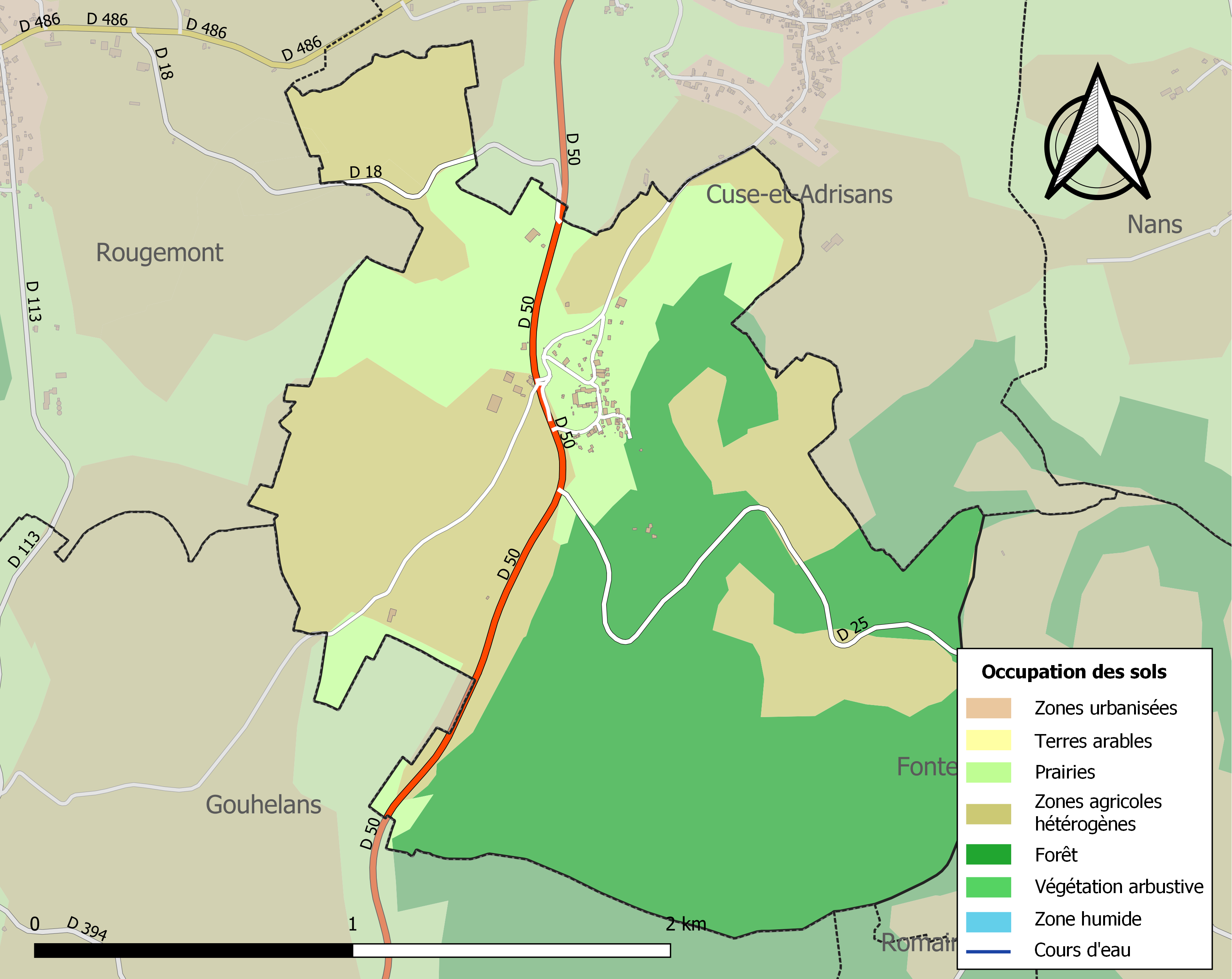
Carte des infrastructures et de l'occupation des sols de la commune en 2018 (CLC).

## Toponymie
Gondenans en 1262 ; Gondenens en 1275 ; Gondenans-les-Moulins depuis le XVIe siècle.
Le nom de la commune est à rapprocher du gaulois « nanto » qui désigne une vallée (souvent encaissée), une rivière, ou un torrent,.
Orthographié nan/nans/nant ou nanc-, cette racine est très présente dans la toponymie, notamment dans les régions de relief calcaire, où on la trouve associée aux dépressions plus ou moins étroites et profondes que l'on y rencontre, comme dans le cas de Nant (Aveyron), Nantua (Ain) ou Nancy (Meurthe-et-Moselle) (voir Nancy#Toponymie pour d'autres précisions sur cette racine). C'est bien le cas de Gondenans, installé au pied d'une côte calcaire.
La racine « nanto » est d'ailleurs particulièrement fréquente dans le Jura (cf. Nans, Nans-sous-Sainte-Anne, les Nans, Mournans-Charbonny, Nanc-lès-Saint-Amour, Nance, Nancuise, Nantey). Elle est aussi à la base de noms de famille comme Nantet ou Nantel.
Gonde pourrait provenir d'un nom de personne, peut-être le nom d'origine germanique Gundo.

## Histoire
- Au sud du village, on voit, dans le flan de coteau couvert de bois, une grotte d'où sort un ruisseau abondant, qui fait tourner quatre moulins[18]. La grotte a livré des vestiges remontant à 40 000 ans.

- En 1475, Gondenans est inhabité suit à l'invasion des Suisses.

- En 1871, le docteur Lortet a recueilli de nombreux ossements de l'ours des cavernes dans la grotte de Gondenans[19]. Cette caverne était également habitée par l'homme car on y a trouvé des pointes de flèches.

## Politique et administration
| Période                                  | Période  | Identité               | Étiquette | Qualité     |
| ---------------------------------------- | -------- | ---------------------- | --------- | ----------- |
| mars 2001                                | 2020     | Fabrice Simonin,       | DVD       | Agriculteur |
| 2020                                     | En cours | Olivier FAIVRE-PIERRET |           |             |
| Les données manquantes sont à compléter. |          |                        |           |             |

## Démographie
L'évolution du nombre d'habitants est connue à travers les recensements de la population effectués dans la commune depuis 1793. Pour les communes de moins de 10 000 habitants, une enquête de recensement portant sur toute la population est réalisée tous les cinq ans, les populations de référence des années intermédiaires étant quant à elles estimées par interpolation ou extrapolation. Pour la commune, le premier recensement exhaustif entrant dans le cadre du nouveau dispositif a été réalisé en 2006.

En 2022, la commune comptait 83 habitants, en évolution de +10,67 % par rapport à 2016 (Doubs : +1,88 %, France hors Mayotte : +2,11 %).
| 1793 | 1800 | 1806 | 1821 | 1831 | 1836 | 1841 | 1846 | 1851 |
| ---- | ---- | ---- | ---- | ---- | ---- | ---- | ---- | ---- |
| 225  | 235  | 236  | 239  | 306  | 325  | 292  | 307  | 295  |

| 1856 | 1861 | 1866 | 1872 | 1876 | 1881 | 1886 | 1891 | 1896 |
| ---- | ---- | ---- | ---- | ---- | ---- | ---- | ---- | ---- |
| 236  | 257  | 239  | 233  | 228  | 215  | 200  | 218  | 200  |

| 1901 | 1906 | 1911 | 1921 | 1926 | 1931 | 1936 | 1946 | 1954 |
| ---- | ---- | ---- | ---- | ---- | ---- | ---- | ---- | ---- |
| 191  | 181  | 168  | 141  | 132  | 118  | 111  | 89   | 73   |

| 1962 | 1968 | 1975 | 1982 | 1990 | 1999 | 2006 | 2011 | 2016 |
| ---- | ---- | ---- | ---- | ---- | ---- | ---- | ---- | ---- |
| 61   | 58   | 50   | 60   | 54   | 59   | 71   | 74   | 75   |

| 2021 | 2022 | - | - | - | - | - | - | - |
| ---- | ---- | - | - | - | - | - | - | - |
| 80   | 83   | - | - | - | - | - | - | - |

## Lieux et monuments
- Le château. Dès le Haut Moyen Âge existait un château peu fortifié qui, mal défendu, tomba entre les mains des Suisses en août 1475. Les troupes de Louis XI détruisirent ce qui restait debout. Il est reconstruit à partir de 1490 et sa décoration était inspirée par la Renaissance italienne. Cette demeure somptueuse fut à nouveau ravagée par la Guerre de Dix Ans. Un troisième château fut rebâti dans les années 1680 - 1720. Vendu à la Révolution comme domaine national, il est divisé en quatre parts, propriétés de quatre familles différentes, ce qui est toujours le cas de nos jours.
- Le lavoir construit sur un large pont à deux arches qui enjambent le ruisseau le Drigeon.
- Les moulins sur le Drigeon, affluent rive droite du ruisseau de Gouhelans, dont le moulin de la Doin à proximité de la source.
- La chapelle de la Trinité datant du XIIIe siècle[27] a été restaurée au XVIIe siècle et renferme une statue classée[28].
- La Réserve naturelle régionale des grottes du Cirque.

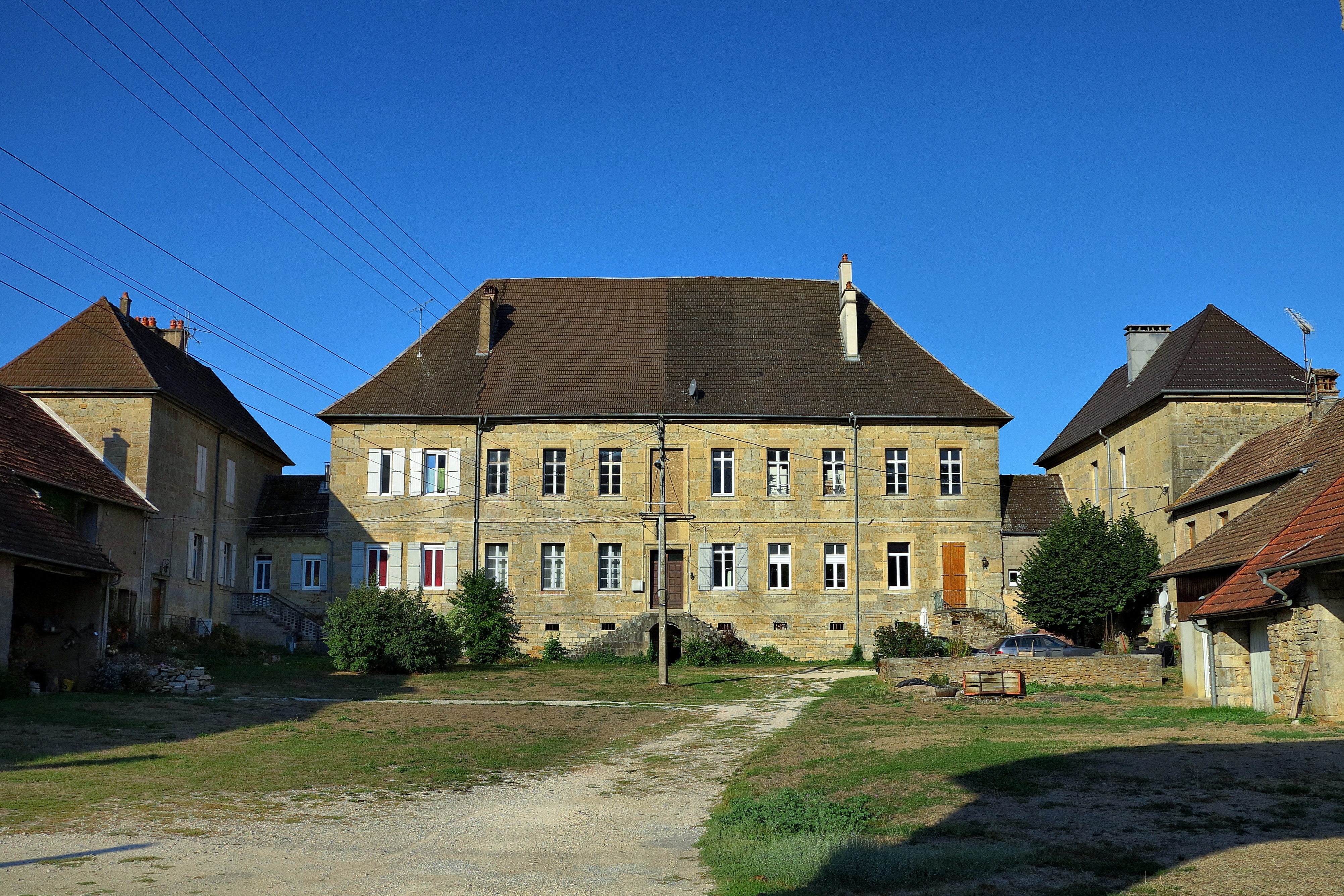
Le château.
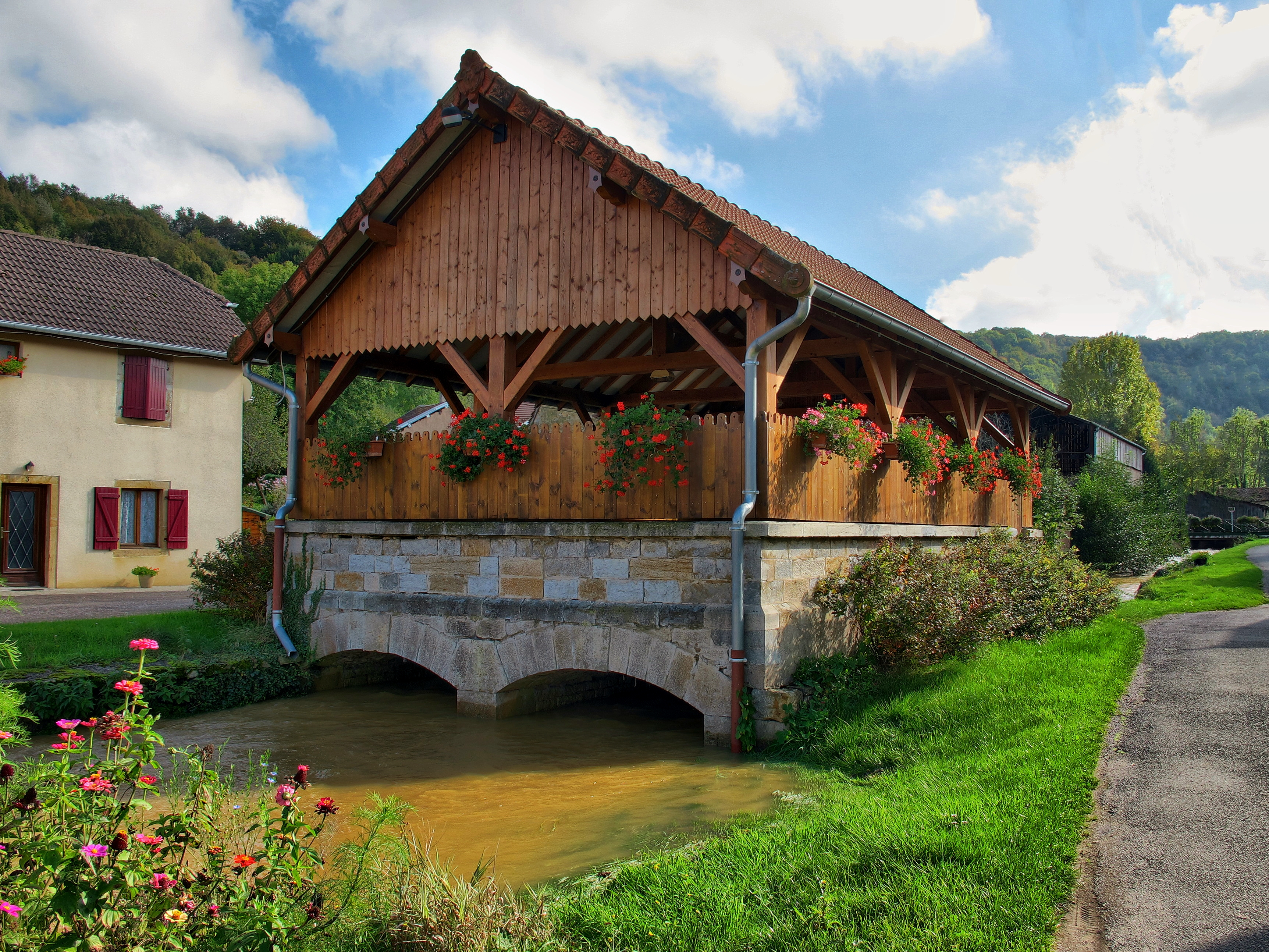
Le lavoir sur le Drigeon.
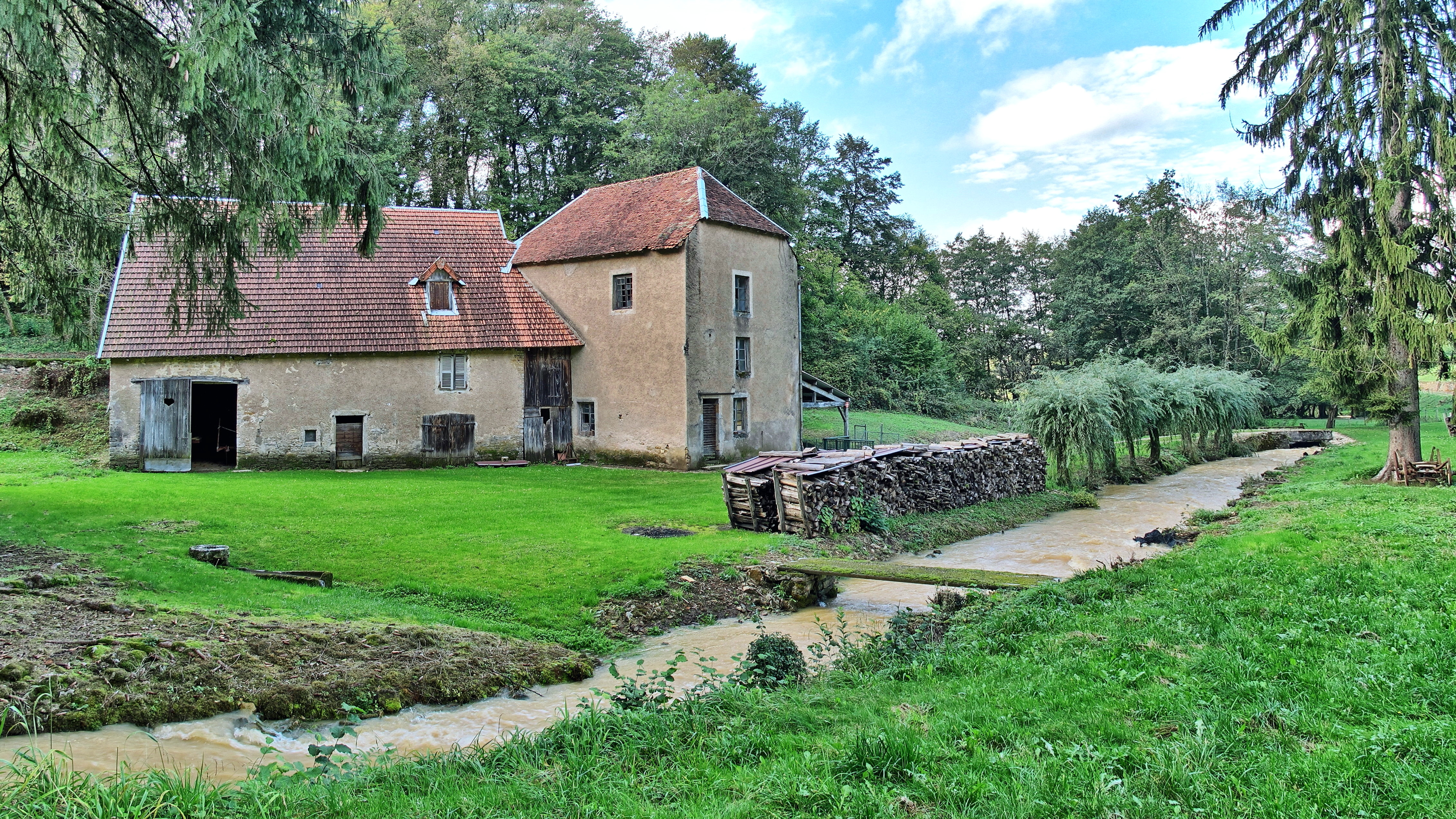
Le moulin de la Doin.
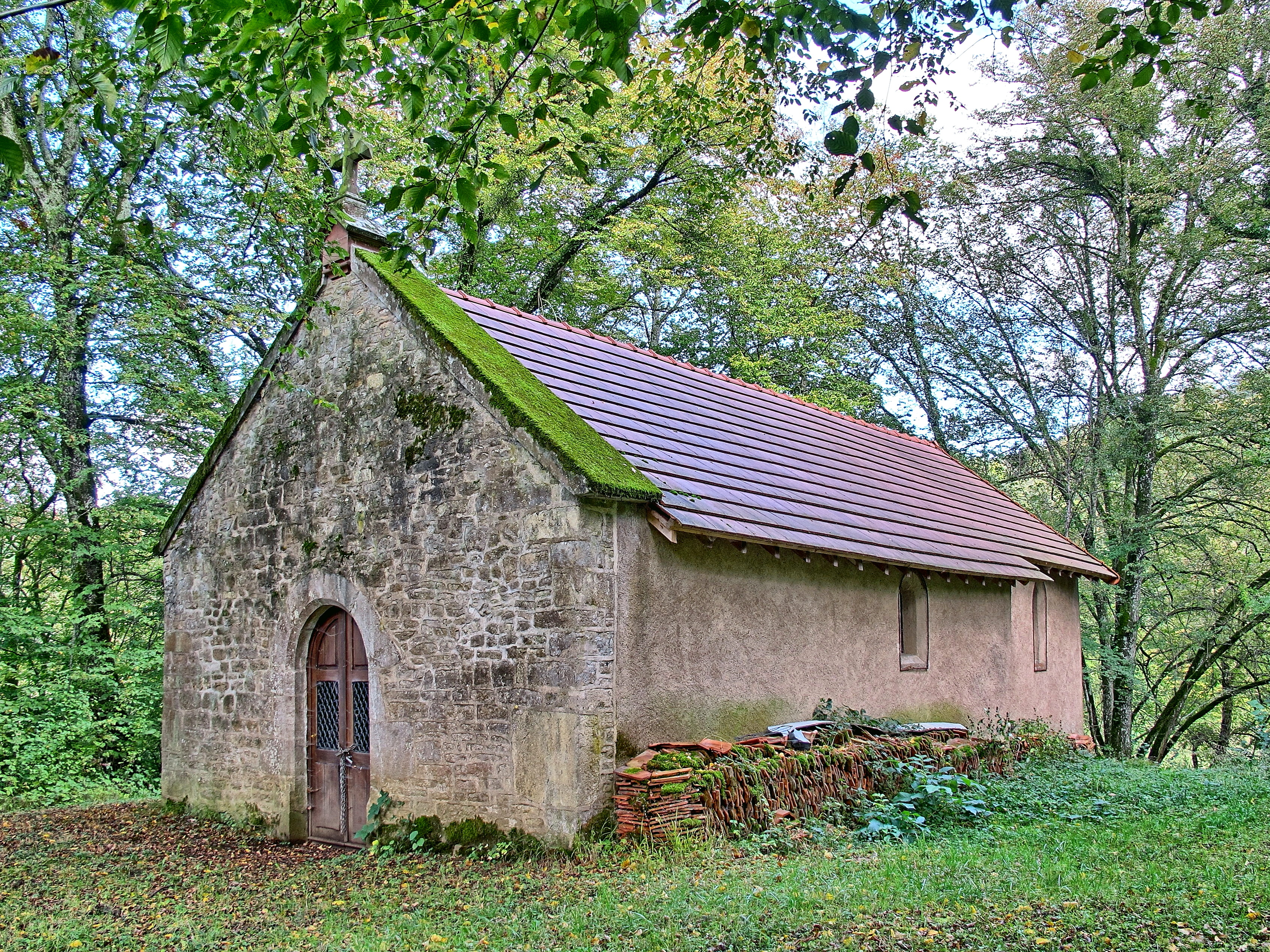
La chapelle de la Trinité.